# Eleição municipal de Vila Velha em 2024
A eleição municipal da cidade de Vila Velha em 2024 ocorreu no dia 6 de outubro (primeiro turno) com o objetivo de eleger um prefeito, um vice-prefeito e vereadores responsáveis pela administração do município no mandato a se iniciar em 1° de janeiro de 2025 e com término em 31 de dezembro de 2028. O atual prefeito Arnaldinho Borgo (PODE), estava apto, e disputou um novo mandato a frente do poder executivo municipal, sendo reeleito, obtendo mais de 70% dos votos.

## Contexto

### Eleição anterior
O prefeito titular é Arnaldinho Borgo, do Podemos, que assumiu a prefeitura em 2021 após vencer as eleições municipais em 2020 no 2º turno com 69,03% dos votos válidos. Devido ao fato de Arnaldinho Borgo estar em seu primeiro mandato, o mesmo poderá concorrer à reeleição.

### Eleitorado
Em agosto de 2024, Vila Velha contava com cerca de 345.236 pessoas aptas a votar, cerca de 73,81% da população total da cidade (467.722), segundo o Censo demográfico do Brasil de 2022. A cidade é dividida em 3 zonas eleitorais (32ª, 55ª e 57ª). Os eleitores tiveram até o dia 8 de maio para fazer a 1ª via ou a regularização do título junto ao cadastro biométrico.

## Calendário eleitoral
| Início        | Fim           | Atividades | Status    |
| ------------- | ------------- | --- | --------- |
| 7 de março    | 5 de abril    | Janela partidária para vereadores trocarem de partido visando concorrer às eleições sem perder o mandato. | Realizado |
| 6 de abril    | 6 de abril    | Data-limite para todas as legendas e federações partidárias obterem o registro dos estatutos no TSE e para todos os candidatos terem domicílio eleitoral na circunscrição em que desejam disputar as eleições com a filiação deferida pelo partido. | Realizado |
| 15 de maio    | 15 de maio    | Início da campanha de arrecadação prévia de recursos na modalidade de financiamento coletivo para pré-candidatos, sem realização de pedidos de voto e obedecendo a regras relativas à propaganda eleitoral na Internet.                             | Realizado |
| 20 de julho   | 5 de agosto   | Realização de convenções partidárias para deliberar sobre coligações e escolher candidatos às prefeituras e aos cargos de vereador. Os partidos têm até 15 de agosto para registrar os nomes na Justiça Eleitoral.                                  | Realizado |
| 16 de agosto  | 16 de agosto  | Início das campanhas eleitorais de forma igualitária, podendo qualquer publicidade ou manifestação com pedido explícito de voto antes da data ser considerada irregular e multada.                                                                  | Realizado |
| 30 de agosto  | 3 de outubro  | Veiculação da propaganda eleitoral gratuita no rádio e na televisão. | Realizado |
| 6 de outubro  | 6 de outubro  | Realização do primeiro turno das eleições municipais. | Realizado |
| 11 de outubro | 25 de outubro | Veiculação da propaganda eleitoral gratuita no rádio e na televisão para o segundo turno. | Realizado |
| 27 de outubro | 27 de outubro | Realização de um eventual segundo turno nas cidades com mais de 200 mil eleitores em que o candidato a prefeito mais votado não tenha atingido a metade mais um dos votos válidos.                                                                  | Realizado |

## Candidatos

### Quadro de candidaturas
| Nº | Prefeito(a)  | Prefeito(a)               | Prefeito(a)              | Vice-prefeito(a) | Vice-prefeito(a) | Vice-prefeito(a)                              | Vice-prefeito(a)    | Coligação Partido(s)                                                                           | Ref.   |
| Nº | Candidato(a) | Candidato(a)              | Partido Federação        | Candidato(a)     | Candidato(a)     | Candidato(a)                                  | Partido Federação   | Coligação Partido(s)                                                                           | Ref.   |
| -- | ------------ | ------------------------- | ------------------------ | ---------------- | ---------------- | --------------------------------------------- | ------------------- | ---------------------------------------------------------------------------------------------- | ------ |
| 13 |              | João Batista Babá         | PT FE Brasil             |                  |                  | Professor Rodrigo                             | PCdoB FE Brasil     | Sem coligação                                                                                  | [ 8 ]  |
| 20 |              | Arnaldinho Borgo          | PODE                     |                  |                  | Cael Linhalis                                 | PSB                 | Avança Vila Velha PP, Republicanos, PDT, MDB, PODE, PRD, DC, NOVO, PMB, Agir, PSB, UNIÃO e PSD | [ 9 ]  |
| 22 |              | Coronel Ramalho           | PL                       |                  |                  | Enfermeira Laryssa                            | PL                  | Por Uma Vila Velha de Verdade! PRTB e PL                                                       | [ 10 ] |
| 33 |              | Gabriel Ruy               | MOBILIZA                 |                  |                  | Marcelo Brasileiro                            | MOBILIZA            | Sem coligação                                                                                  | [ 11 ] |
| 45 |              | Mauricio Gorza            | PSDB Fed. PSDB Cidadania |                  |                  | Professora Daniela Torres Fed. PSDB Cidadania | PSDB                | Sem coligação                                                                                  | [ 12 ] |
| 50 |              | Professor Nicolas Trancho | PSOL Fed. PSOL REDE      |                  |                  | Artur Depizzol                                | PSOL Fed. PSOL REDE | Sem coligação                                                                                  | [ 13 ] |

## Resultados

### Prefeito
Fonte:
| Candidato a Prefeito             | Candidato a Vice-Prefeito        | Votos   | Porcentagem |
| -------------------------------- | -------------------------------- | ------- | ----------- |
| Arnaldinho Borgo (PODE)          | Cael Linhalis (PSB)              | 193.451 | 79,04%      |
| Coronel Ramalho (PL)             | Enfermeira Laryssa (PL)          | 42.096  | 17,20%      |
| João Batista Babá (PT)           | Professor Rodrigo (PCdoB)        | 6.342   | 2,59%       |
| Professor Nicolas Trancho (PSOL) | Artur Depizzol (PSOL)            | 1.862   | 0,76%       |
| Mauricio Gorza (PSDB)            | Professora Daniela Torres (PSDB) | 557     | 0,23%       |
| Gabriel Ruy (MOBILIZA)           | Marcelo Brasileiro (MOBILIZA)    | 429     | 0,18%       |
| Votos brancos                    | Votos brancos                    | 6.973   | 6.973       |
| Votos nulos                      | Votos nulos                      | 7.683   | 7.683       |